# Nati nel 1959/Marzo
| Questa pagina contiene informazioni ricavate automaticamente dalle voci biografiche con l'ausilio del template Bio e di un bot. L'aggiornamento è periodico e automatico e ricostruisce completamente la pagina. Se manca una persona in questa lista, sei pregato di non aggiungerla, ma accertati piuttosto che la sua voce biografica contenga il template Bio e che i dati anagrafici siano correttamente compilati. Se il template Bio manca, inseriscilo tu stesso o, in alternativa, metti l'avviso {{tmp\|Bio}} che ne segnala la mancanza. Se i dati riportati sono sbagliati, correggi direttamente la voce biografica; le modifiche saranno visibili in questa lista entro pochi giorni. Per chiarimenti vedi il progetto biografie. La lista contiene solo le 291 persone che sono citate nell'enciclopedia e per le quali è stato implementato correttamente il template Bio. Pagina aggiornata al 18 ago 2025. |

- 1º marzo - Erick Benzi, musicista, cantautore e produttore discografico francese
- 1º marzo - Chris Engler, ex cestista statunitense
- 1º marzo - Nick Griffin, politico britannico
- 1º marzo - Laura Karpman, compositrice statunitense
- 1º marzo - Richard Lowenstein, regista e sceneggiatore australiano
- 1º marzo - Diamantō Manōlakou, politica greca
- 1º marzo - Ángel Jesús Mejías, ex calciatore spagnolo
- 1º marzo - Jukka Rauhala, ex lottatore finlandese
- 2 marzo - Bruno Berni, bibliotecario, traduttore e saggista italiano
- 2 marzo - Walter Bucciarelli, conduttore televisivo, giornalista e produttore cinematografico italiano
- 2 marzo - Pasquale Casale, allenatore di calcio e ex calciatore italiano
- 2 marzo - Alviero Chiorri, ex calciatore italiano
- 2 marzo - Pablo Virgilio Siongco David, cardinale e vescovo cattolico filippino
- 2 marzo - Ainars Zvirgzdiņš, allenatore di pallacanestro lettone
- 3 marzo - Matthias Buse, dirigente sportivo e ex saltatore con gli sci tedesco
- 3 marzo - Vagiz Chidijatullin, ex calciatore sovietico
- 3 marzo - Pedro Costa, regista e sceneggiatore portoghese
- 3 marzo - Massimo Del Frate, produttore televisivo italiano
- 3 marzo - Nell Fortner, ex cestista e allenatrice di pallacanestro statunitense
- 3 marzo - Sergej Laevskij, ex lunghista sovietico
- 3 marzo - Edmund Lanziner, ex bobbista, atleta e politico italiano
- 3 marzo - Rudy Matthijs, ex ciclista su strada belga
- 3 marzo - Shinji Miyadai, sociologo giapponese
- 3 marzo - Taylor Nichols, attore statunitense
- 3 marzo - Olivier Rabourdin, attore francese
- 3 marzo - Anna Rita Sparaciari, ex schermitrice italiana
- 3 marzo - Duško Vujošević, allenatore di pallacanestro montenegrino
- 3 marzo - Romeo Zondervan, ex calciatore olandese
- 3 marzo - María de los Santos, ex cestista cubana
- 4 marzo - Alan Cork, allenatore di calcio e ex calciatore inglese
- 4 marzo - Maria Dompè, scultrice italiana
- 4 marzo - Plamen Getov, ex calciatore bulgaro
- 4 marzo - Gino e Dino, comico italiano
- 4 marzo - Mike Goi, regista statunitense
- 4 marzo - Edith Hall, grecista britannica
- 4 marzo - Vital Kamerhe, politico della Repubblica Democratica del Congo
- 4 marzo - Licinia Lentini, attrice, doppiatrice e direttrice del doppiaggio italiana
- 4 marzo - Cinzia Leone, attrice e personaggio televisivo italiana
- 4 marzo - Bárbaro Marín, attore cubano
- 4 marzo - Marcos Nogueira Eberlin, chimico brasiliano
- 4 marzo - Ann Packer, scrittrice statunitense
- 4 marzo - Irina Strachova, ex marciatrice sovietica
- 4 marzo - Francesco Straniero Sergio, linguista italiano († 2011)
- 5 marzo - Vitaly Balasanyan, politico e militare karabakho
- 5 marzo - Talia Balsam, attrice statunitense
- 5 marzo - Józef Górzyński, arcivescovo cattolico polacco
- 5 marzo - Darío Grandinetti, attore argentino
- 5 marzo - Ricky Hill, allenatore di calcio e ex calciatore inglese
- 5 marzo - Tsukasa Hōjō, fumettista e character designer giapponese
- 5 marzo - Piera Macchi, ex sciatrice alpina italiana
- 5 marzo - Antonio Menardi, giocatore di curling italiano
- 5 marzo - Mario Paradisi, allenatore di calcio e ex calciatore italiano
- 5 marzo - Patrizia Piccinini, attrice italiana
- 5 marzo - Adriano Piraccini, ex calciatore e allenatore di calcio italiano
- 5 marzo - Hubert Pircher, allenatore di calcio e ex calciatore italiano
- 5 marzo - Vazgen Sargsyan, politico e militare armeno († 1999)
- 5 marzo - David Fury, produttore televisivo e sceneggiatore statunitense
- 5 marzo - Silvino Louro, allenatore di calcio e ex calciatore portoghese
- 5 marzo - Luciano Sola, ex calciatore italiano
- 6 marzo - Tom Arnold, attore statunitense
- 6 marzo - Michael Carmine, attore statunitense († 1989)
- 6 marzo - Lobo Carrasco, allenatore di calcio e ex calciatore spagnolo
- 6 marzo - Hugo Perotti, ex calciatore argentino
- 6 marzo - Nizar Rayyan, terrorista palestinese († 2009)
- 6 marzo - Faryion Wardrip, serial killer statunitense
- 7 marzo - Redouane Drici, allenatore di calcio e ex calciatore algerino
- 7 marzo - Luanne Hebb, ex cestista canadese
- 7 marzo - Eva Holubová, attrice ceca
- 7 marzo - Tom Lehman, golfista statunitense
- 7 marzo - Pirkko Määttä, ex fondista finlandese
- 7 marzo - Donna Murphy, attrice statunitense
- 7 marzo - Bruce Pavitt, produttore discografico statunitense
- 7 marzo - Craig Pittman, ex wrestler e militare statunitense
- 7 marzo - Nick Searcy, attore statunitense
- 7 marzo - Luciano Spalletti, allenatore di calcio e ex calciatore italiano
- 7 marzo - Marisol Touraine, politica francese
- 7 marzo - Sam Williams, ex cestista statunitense
- 8 marzo - Massimo Carraro, imprenditore e politico italiano
- 8 marzo - Ethan Freeman, attore teatrale e baritono statunitense
- 8 marzo - Barbara Eve Harris, attrice trinidadiana
- 8 marzo - Chusejn Ismailov, ex schermidore sovietico
- 8 marzo - Châabane Merzekane, allenatore di calcio e ex calciatore algerino
- 8 marzo - Laura Miano, ex velocista italiana
- 8 marzo - Aidan Quinn, attore statunitense
- 8 marzo - Jurij Želudkov, allenatore di calcio e ex calciatore russo
- 9 marzo - Tom Amandes, attore statunitense
- 9 marzo - Monika Bader, ex sciatrice alpina tedesca
- 9 marzo - Angelo Conca, ex calciatore italiano
- 9 marzo - Giovanni di Lorenzo, giornalista italiano
- 9 marzo - Rodney A. Grant, attore statunitense
- 9 marzo - Giovanni Grazioli, ex velocista italiano
- 9 marzo - Takaaki Kajita, fisico giapponese
- 9 marzo - Nikita Koloff, ex wrestler statunitense
- 9 marzo - Jeff Lamp, ex cestista statunitense
- 9 marzo - Jarle Ødegaard, ex calciatore norvegese
- 9 marzo - Koen Peeters, scrittore belga
- 9 marzo - Marino Polini, ex ciclista su strada italiano
- 9 marzo - Lonny Price, attore, scrittore e regista statunitense
- 9 marzo - Michele Rinaldi, pilota motociclistico italiano
- 9 marzo - Shelley Thompson, attrice canadese
- 9 marzo - Perry Turnbull, ex hockeista su ghiaccio canadese
- 9 marzo - Vermelhinho, ex calciatore portoghese
- 10 marzo - Jean-Luc Deganis, ex cestista francese
- 10 marzo - José Luis Escobar Alas, arcivescovo cattolico salvadoregno
- 10 marzo - Rita Marcotulli, compositrice e pianista italiana
- 10 marzo - Sandro Masci, cuoco, saggista e giornalista italiano
- 10 marzo - Francesco Ranieri Martinotti, regista e sceneggiatore italiano
- 10 marzo - Tiziano Tagliani, politico italiano
- 10 marzo - Ad Wijnands, ex ciclista su strada olandese
- 11 marzo - Abdelhak Achik, ex pugile marocchino
- 11 marzo - Serhij Baškyrov, calciatore ucraino († 2023)
- 11 marzo - Ciro De Leva, ex pugile italiano
- 11 marzo - Fiona Easdale, ex sciatrice alpina britannica
- 11 marzo - David Edelstein, critico cinematografico, giornalista e scrittore statunitense
- 11 marzo - Maria Epple, ex sciatrice alpina tedesca
- 11 marzo - Rod Gilfry, baritono statunitense
- 11 marzo - Nina Hartley, attrice pornografica e regista statunitense
- 11 marzo - Ichirō Itano, regista, produttore cinematografico e animatore giapponese
- 11 marzo - Martin Loeb, attore francese († 2025)
- 11 marzo - Manuel Negrete, ex calciatore messicano
- 11 marzo - Lucía Ramírez, attrice e attrice pornografica dominicana
- 11 marzo - Dejan Stojanović, poeta, scrittore e saggista serbo
- 12 marzo - Giulio Albanese, missionario e giornalista italiano
- 12 marzo - Dennis Alexio, ex kickboxer e attore statunitense
- 12 marzo - Luenell Campbell, attrice statunitense
- 12 marzo - Milorad Dodik, politico bosniaco
- 12 marzo - Fabio Fabene, arcivescovo cattolico italiano
- 12 marzo - Alessandro Forlani, politico italiano
- 12 marzo - Rosario Rojas, ex cestista boliviana
- 12 marzo - Igor Vraniak, ex cestista cecoslovacco
- 12 marzo - Michael Walter, slittinista tedesco orientale († 2016)
- 12 marzo - Pema Lhaden Wangchuck, principessa bhutanese
- 12 marzo - Van Winitsky, ex tennista statunitense
- 13 marzo - Nuritdin Amriyev, ex calciatore sovietico
- 13 marzo - Elvira Gras, ex cestista spagnola
- 13 marzo - Kathy Hilton, socialite, personaggio televisivo e attrice statunitense
- 13 marzo - Iñigo Liceranzu, allenatore di calcio e ex calciatore spagnolo
- 13 marzo - Giovanni Malagò, imprenditore, dirigente sportivo e ex giocatore di calcio a 5 italiano
- 13 marzo - Greg Norton, musicista statunitense
- 13 marzo - Alfonso Pecoraro Scanio, avvocato e politico italiano
- 14 marzo - Pierangelo Bincoletto, ex pistard e ciclista su strada italiano
- 14 marzo - Patrick Dupond, ballerino francese († 2021)
- 14 marzo - Rod Hill, ex giocatore di football americano statunitense
- 14 marzo - Michelangelo La Neve, fumettista e sceneggiatore italiano († 2022)
- 14 marzo - Laila Robins, attrice statunitense
- 14 marzo - Hugo René Rodríguez, ex calciatore messicano
- 14 marzo - Tamara Tunie, attrice statunitense
- 15 marzo - Harold Baines, giocatore di baseball statunitense
- 15 marzo - Steve Guy, ex tennista neozelandese
- 15 marzo - Renny Harlin, regista, produttore cinematografico e produttore televisivo finlandese
- 15 marzo - Mattis Hætta, cantante norvegese († 2022)
- 15 marzo - Fabio Lanzoni, modello, attore e personaggio televisivo italiano
- 15 marzo - Kevin Loder, ex cestista statunitense
- 15 marzo - Claudio Lucchin, architetto italiano
- 15 marzo - Ben Okri, scrittore nigeriano
- 15 marzo - Eliot Teltscher, ex tennista statunitense
- 16 marzo - Gary Basaraba, attore canadese
- 16 marzo - Michael Bloomfield, ex astronauta statunitense
- 16 marzo - Flavor Flav, rapper, attore e personaggio televisivo statunitense
- 16 marzo - Hannes Folberth, tastierista rumeno
- 16 marzo - Fabrizio Lomonaco, storico della filosofia italiano
- 16 marzo - Steve Marker, chitarrista e produttore discografico statunitense
- 16 marzo - James C. McConville, generale statunitense
- 16 marzo - Arbën Minga, calciatore albanese († 2007)
- 16 marzo - Jens Stoltenberg, economista e politico norvegese
- 16 marzo - Savina Yannatou, cantante greca
- 17 marzo - Danny Ainge, ex cestista, allenatore di pallacanestro e dirigente sportivo statunitense
- 17 marzo - Andrej Rėmovič Belousov, politico e economista russo
- 17 marzo - Paul Black, cantante e batterista statunitense
- 17 marzo - Christian Clemenson, attore statunitense
- 17 marzo - Charles Jason Gordon, arcivescovo cattolico trinidadiano
- 17 marzo - Jan Karaś, ex calciatore polacco
- 17 marzo - Tomáš Kříž, ex calciatore cecoslovacco
- 17 marzo - José Leandro Ferreira, ex calciatore brasiliano
- 17 marzo - Alba Milana, ex maratoneta e mezzofondista italiana
- 17 marzo - Armando Punzo, regista teatrale e drammaturgo italiano
- 17 marzo - Giovanni Scalzo, ex schermidore italiano
- 17 marzo - Maricel Voinea, ex pallamanista rumeno
- 18 marzo - Luc Besson, regista, sceneggiatore e produttore cinematografico francese
- 18 marzo - Irene Cara, attrice, cantante e ballerina statunitense († 2022)
- 18 marzo - Hristo Etropolski, ex schermidore bulgaro
- 18 marzo - Vasil Etropolski, ex schermidore bulgaro
- 18 marzo - Kang Sin-woo, ex calciatore sudcoreano
- 18 marzo - Mauro-Giuseppe Lepori, monaco cristiano e presbitero svizzero
- 18 marzo - Roberto Tricella, ex calciatore italiano
- 18 marzo - Julie Vollertsen, ex pallavolista statunitense
- 19 marzo - Yolanda Becerra, attivista e pacifista colombiana
- 19 marzo - Giuseppina Cirulli, ex ostacolista e velocista italiana
- 19 marzo - Ruth Coker Burks, attivista statunitense
- 19 marzo - Beppe Gandolfo, giornalista italiano
- 19 marzo - Marcelo Gleiser, fisico brasiliano
- 19 marzo - Serge Grouard, politico francese
- 19 marzo - Terry Hall, cantante e musicista britannico († 2022)
- 19 marzo - Anthony Marinelli, musicista, compositore e direttore d'orchestra statunitense
- 19 marzo - Joe Morrone, ex calciatore statunitense
- 19 marzo - Patrizia Rossetti, conduttrice televisiva e conduttrice radiofonica italiana
- 20 marzo - Arkadij Afanas'ev, ex calciatore sovietico
- 20 marzo - Kazuhito Amma, ex calciatore giapponese
- 20 marzo - Dave Beasant, ex calciatore britannico
- 20 marzo - Moreno Ferrario, allenatore di calcio e ex calciatore italiano
- 20 marzo - Felicia Filip, soprano rumeno
- 20 marzo - Gábor Horváth, dirigente sportivo e calciatore ungherese († 2019)
- 20 marzo - Frank Muth, attore e doppiatore tedesco
- 20 marzo - Mary Roach, scrittrice e divulgatrice scientifica statunitense
- 20 marzo - Sting, ex wrestler statunitense
- 20 marzo - Howard Wood, ex cestista statunitense
- 21 marzo - Brigitte Bourguignon, politica francese
- 21 marzo - Renato D'Aiello, sassofonista italiano
- 21 marzo - Hassan Ghazizadeh Hashemi, politico e oculista iraniano
- 21 marzo - Georg Kr. Lárusson, militare e magistrato islandese
- 21 marzo - Roberto Manzi, ex schermidore italiano
- 21 marzo - Sarah Jane Morris, cantante britannica
- 21 marzo - Heshmat Tabarzadi, attivista iraniano
- 21 marzo - Nobuo Uematsu, compositore e musicista giapponese
- 21 marzo - Murat Ülker, imprenditore turco
- 22 marzo - Steven Robert Biegler, vescovo cattolico statunitense
- 22 marzo - Luciano Bosio, ex cestista italiano
- 22 marzo - Mike Brey, ex cestista e allenatore di pallacanestro statunitense
- 22 marzo - Carlton Cuse, produttore televisivo e sceneggiatore statunitense
- 22 marzo - Ildikó Komlósi, mezzosoprano ungherese
- 22 marzo - Matthew Modine, attore statunitense
- 22 marzo - Kim Poulsen, allenatore di calcio e dirigente sportivo danese
- 22 marzo - Bassim Qassim, allenatore di calcio e ex calciatore iracheno
- 22 marzo - Giorgio Stracquadanio, politico e giornalista italiano († 2014)
- 22 marzo - Žan Videnov, politico bulgaro
- 23 marzo - Giancarlo Aquilanti, compositore e direttore di banda italiano
- 23 marzo - Fabrizio Celestini, produttore cinematografico, produttore teatrale e imprenditore italiano
- 23 marzo - Heriberto González, ex schermidore cubano
- 23 marzo - Vakht'ang K'akhidze, compositore e direttore d'orchestra georgiano
- 23 marzo - Catherine Keener, attrice statunitense
- 23 marzo - Jānis Urbanovičs, politico lettone
- 23 marzo - Mario Valducci, ex politico e imprenditore italiano
- 24 marzo - Angelo Agostini, giornalista e saggista italiano († 2014)
- 24 marzo - Barry Horowitz, ex wrestler statunitense
- 24 marzo - Emmit King, velocista statunitense († 2021)
- 24 marzo - Renaldo Nehemiah, ex ostacolista e giocatore di football americano statunitense
- 24 marzo - Consuelo Pinto, ex cestista boliviana
- 25 marzo - Ludwig, serial killer tedesco († 2024)
- 25 marzo - Carmelo Navarro, ex calciatore spagnolo
- 25 marzo - Marco Padovani, politico italiano
- 25 marzo - Michele Pintauro, allenatore di calcio e ex calciatore italiano
- 26 marzo - Marshall Burke, ex calciatore scozzese
- 26 marzo - Efigenio Favier, ex schermidore cubano
- 26 marzo - Jozef Lieckens, ex ciclista su strada belga
- 26 marzo - Rodolphe Modin, ex rugbista a 15 e imprenditore francese
- 26 marzo - Miller Puckette, manager, musicista e docente statunitense
- 26 marzo - Chris Whitten, batterista e arrangiatore britannico
- 27 marzo - Sjarhej Hocmanaŭ, ex calciatore sovietico
- 27 marzo - Raimondo Inconis, fagottista italiano
- 27 marzo - Gustavo Morales y Delgado, ex politico, giornalista e traduttore spagnolo
- 27 marzo - Santo Perrotta, ex calciatore italiano
- 27 marzo - Ivan Savvidis, imprenditore e politico russo
- 27 marzo - Bartlett Sher, regista teatrale e direttore artistico statunitense
- 27 marzo - Aleksandr Sorokolet, ex pallavolista sovietico
- 27 marzo - Mariusz Strzałka, ex schermidore polacco
- 27 marzo - Ivan Sunara, ex cestista e allenatore di pallacanestro croato
- 27 marzo - Sergio Tanzarella, storico italiano
- 27 marzo - Brian Tarantina, attore statunitense († 2019)
- 28 marzo - Paolo Agabitini, ex calciatore italiano
- 28 marzo - Zoé Chauveau, attrice francese
- 28 marzo - Odoacre Chierico, allenatore di calcio, ex calciatore e ex giocatore di calcio a 5 italiano
- 28 marzo - Laura Chinchilla Miranda, politica costaricana
- 28 marzo - Luciano Dussin, politico italiano
- 28 marzo - Jacob de Haan, compositore olandese
- 28 marzo - Joel McNeely, direttore d'orchestra e compositore statunitense
- 28 marzo - Jim Wright, cestista statunitense († 2022)
- 29 marzo - Maggie Baird, attrice e sceneggiatrice statunitense
- 29 marzo - Predrag Benaček, allenatore di pallacanestro e ex cestista bosniaco
- 29 marzo - Frank Joseph Caggiano, vescovo cattolico statunitense
- 29 marzo - Perry Farrell, cantautore, musicista e scultore statunitense
- 29 marzo - Michael Hayes, ex wrestler e musicista statunitense
- 29 marzo - Consiglia Licciardi, cantante italiana
- 29 marzo - Brad McCrimmon, allenatore di hockey su ghiaccio e hockeista su ghiaccio canadese († 2011)
- 29 marzo - Pascal N'Koué, arcivescovo cattolico beninese
- 29 marzo - Marina Pavani, giocatrice di curling italiana
- 29 marzo - Rick Priestley, autore di giochi britannico
- 29 marzo - Tobia Ravà, artista italiano
- 29 marzo - Marc Silvestri, fumettista e editore statunitense
- 29 marzo - Tim Squyres, montatore statunitense
- 30 marzo - Andrew Bailey, banchiere britannico
- 30 marzo - Kevin Brooks, scrittore britannico
- 30 marzo - Martina Cole, scrittrice britannica
- 30 marzo - Maria Monica Donato, storica dell'arte italiana († 2014)
- 30 marzo - Julianna Lisziewicz, ex cestista ungherese
- 30 marzo - Curzio Maltese, giornalista, scrittore e politico italiano († 2023)
- 30 marzo - Sabine Meyer, clarinettista tedesca
- 30 marzo - Gerard Plessers, ex calciatore belga
- 30 marzo - Matthew Scully, giornalista e scrittore statunitense
- 31 marzo - Thierry Claveyrolat, ciclista su strada e pistard francese († 1999)
- 31 marzo - Antonio Ingroia, ex magistrato, politico e avvocato italiano
- 31 marzo - Giuseppe Novellino, ex calciatore e allenatore di calcio italiano